# لیزا-ماری وودز
لیزا-ماری وودز (انگلیسی: Lisa-Marie Woods؛ زادهٔ ۲۳ مهٔ ۱۹۸۴) بازیکن فوتبال اهل نروژ است.
از باشگاه‌هایی که در آن بازی کرده‌است می‌توان به بوستون بریکرز و باشگاه فوتبال ۱.اف‌اف‌سی توربین پوتسدام اشاره کرد.
وی همچنین در تیم‌های ملی فوتبال زنان نروژ بازی کرده‌است.